# Cantó de Saissac

El cantó dins del departament de l'Aude

El cantó de Saissac és un cantó francès el departament de l'Aude, a la regió d'Occitània. S'inclou al districte de Carcassona, té 8 municipis i el cap cantonal és Saissac.

## Municipis
- Brossas e Vilaret
- Cucçac de Cabardés
- Fontiès Cabardés
- Fraisse Cabardés
- La Comba
- La Prada
- Sant Danís
- Saissac